# Rajd Cypru 1992
Rajd Cypru 1992 (20. Rothmans Cyprus Rally) – 20 edycja rajdu samochodowego Rajd Cypru rozgrywanego na Cyprze. Rozgrywany był od 24 do 27 września 1992 roku. Była to trzydziesta dziewiąta runda Rajdowych Mistrzostw Europy w roku 1992 (rajd miał najwyższy współczynnik - 20) oraz piąta runda Rajdowych Mistrzostw Cypru.

## Klasyfikacja rajdu
| Miejsce                      | Kierowca                     | Pilot                        | Samochód                     | Czas                         | Strata                       |                              |
| Klasyfikacja generalna i ERC | Klasyfikacja generalna i ERC | Klasyfikacja generalna i ERC | Klasyfikacja generalna i ERC | Klasyfikacja generalna i ERC | Klasyfikacja generalna i ERC | Klasyfikacja generalna i ERC |
| ---------------------------- | ---------------------------- | ---------------------------- | ---------------------------- | ---------------------------- | ---------------------------- | ---------------------------- |
| 1.                           | Alessandro Fiorio            | Vittorio Brambilla           | Lancia Delta HF Integrale    | 6:32:43                      | 0.0                          |                              |
| 2.                           | Dimi Mavropoulos             | Nikos Antoniades             | Ford Sierra RS Cosworth 4x4  | 6:37:15                      | +4:32                        |                              |
| 3.                           | Marian Bublewicz             | Grzegorz Gac                 | Ford Sierra RS Cosworth 4x4  | 6:38:57                      | +6:14                        |                              |
| 4.                           | Andreas Tsouloftas           | Andreas Achilleos            | Lancia Delta Integrale 16V   | 6:52:47                      | +20:04                       |                              |
| 5.                           | Andreas Kalogirou            | Andreas Christodoulides      | Mitsubishi Galant VR-4       | 6:58:02                      | +25:19                       |                              |
| 6.                           | Josef Sivík                  | Miroslav Houšť               | Lancia Delta Integrale 16V   | 7:01:39                      | +28:56                       |                              |
| 7.                           | Dinos Maschias               | Nicos Panayides              | Subaru Legacy RS             | 7:09:06                      | +36:23                       |                              |
| 8.                           | Vladislav Shtykov            | Yuriy Baykov                 | Lada Samara 21083            | 7:10:34                      | +37:51                       |                              |
| 9.                           | Kypros Kyprianou             | Harris Anastasiou            | Peugeot 309 GTI              | 7:15:22                      | +42:39                       |                              |
| 10.                          | Constantinos Georgallis      | Athos Kollitiris             | Nissan Sunny GTI-R           | 7:18:46                      | +46:03                       |                              |